# مسجد تاریخی پل فولاد
مسجد تاریخی پل فولاد نام مسجد واقع در بخش مرکزی شهرستان کارون استان خوزستان ایران است.
این مسجد در کنار رودخانه کارون و پل فولاد قرار گرفته و قدمتی بالغ بر ۱۵۰ سال دارد و اکنون دوران مرمت خود را پشت سر می‌گذراند